# Saudareos
Saudareos – rodzaj ptaków z podrodziny dam (Loriinae) w obrębie rodziny papug wschodnich (Psittaculidae).

## Zasięg występowania
Rodzaj obejmuje gatunki występujące w wyspiarskiej części Azji Południowo-Wschodniej – na Mindanao, Timorze, Wetar, Wyspach Sula oraz Celebesie i okolicznych wyspach.

## Morfologia
Długość ciała 20–25 cm; masa ciała 48–62 g.

## Systematyka

### Etymologia
Saudareos: indonez. saudara „siostra”; rodzaj Eos Wagler, 1832 (lorysa).

### Podział systematyczny
Do rodzaju należą następujące gatunki:
- Saudareos johnstoniae (E. Hartert, 1903) – lorysa łuskowana
- Saudareos iris (Temminck, 1835) – lorysa krasnogłowa
- Saudareos meyeri (Walden, 1871) – lorysa uboga
- Saudareos flavoviridis (Wallace, 1863) – lorysa falista
- Saudareos ornatus  (Linnaeus, 1758) – lorysa ozdobna